# Bernardo Bembo
Bernardo Bembo, (Venecia, 19 de octubre de 1433-ibidem, 28 de mayo de 1519) fue un humanista, diplomático y estadista veneciano. Hijo de Nicolò Bembo y de Elisabetta Paruta. Padre de Pietro Bembo. Perteneciente a la antigua familia patricia Bembo, poco se sabe sobre su juventud. Estudió filosofía en la Universidad de Padua, obteniendo un doctorado en artes bajo la dirección de Cayetano de Thiene el 10 de noviembre de 1455 a la edad de veintidós años. 

## Biografía
Durante su período de Padua, visitó Roma como parte de una embajada de felicitación al Papa Calixto III en 1455. Continuó estudiando derecho a partir de entonces, obteniendo finalmente su doctorado en derecho eclesiástico y derecho civil el 19 de enero de 1465. Entregó felicitaciones al Dogo Cristoforo Moro en nombre de los estudiantes de derecho, y se casó con Elena Morosini en 1462. Pronunció el elogio en el funeral de Bertoldo de Este el 8 de marzo de 1464. Vivió en Padua hasta 1468.
A partir de 1468 estuvo activo a menudo en su ciudad natal como embajador. En 1469 se le encargó un viaje de embajada a la corte del rey Enrique IV de Castilla. El 16 de julio de 1471 fue nombrado embajador en el Ducado de Borgoña ante  Carlos el Temerario. Al año siguiente, Borgoña y Venecia formaron una alianza con la firma del Tratado de Péronne el 18 de junio de 1472. Después de una estancia de tres años en la corte de Borgoña, fue nombrado embajador ante Segismundo de Austria, el 23 de agosto de 1474. Esta misión; si se llevó a cabo, no fue fructífera y regresó a Venecia antes de la fin de año. Estando allí fue uno de los cuarenta y un electores ducales que eligieron como dux Pietro Mocenigo.
Bembo fue nombrado embajador en Florencia el 23 de diciembre de 1474.  En calidad de tal, entabló amistad con Marsilio Ficino y Lorenzo de Médici; a quien prometió que haría todo lo posible para conseguir la devolución de los huesos de Dante Alighieri a Florencia. Esta amistad le resultó muy beneficiosa a largo plazo, ya que Bembo utilizó más tarde su posición como diplomático para obtener beneficios de Lorenzo; incluidos préstamos para él y su familia. Regresó a Venecia en 1476, pero fue reelegido en julio de 1478 tras la conspiración de los Pazzi; presumiblemente por su amistad con Lorenzo. Estando allí hizo una campaña enfática por una alianza duradera entre las dos repúblicas. Su segundo cargo de embajador en Florencia terminó en 1480.

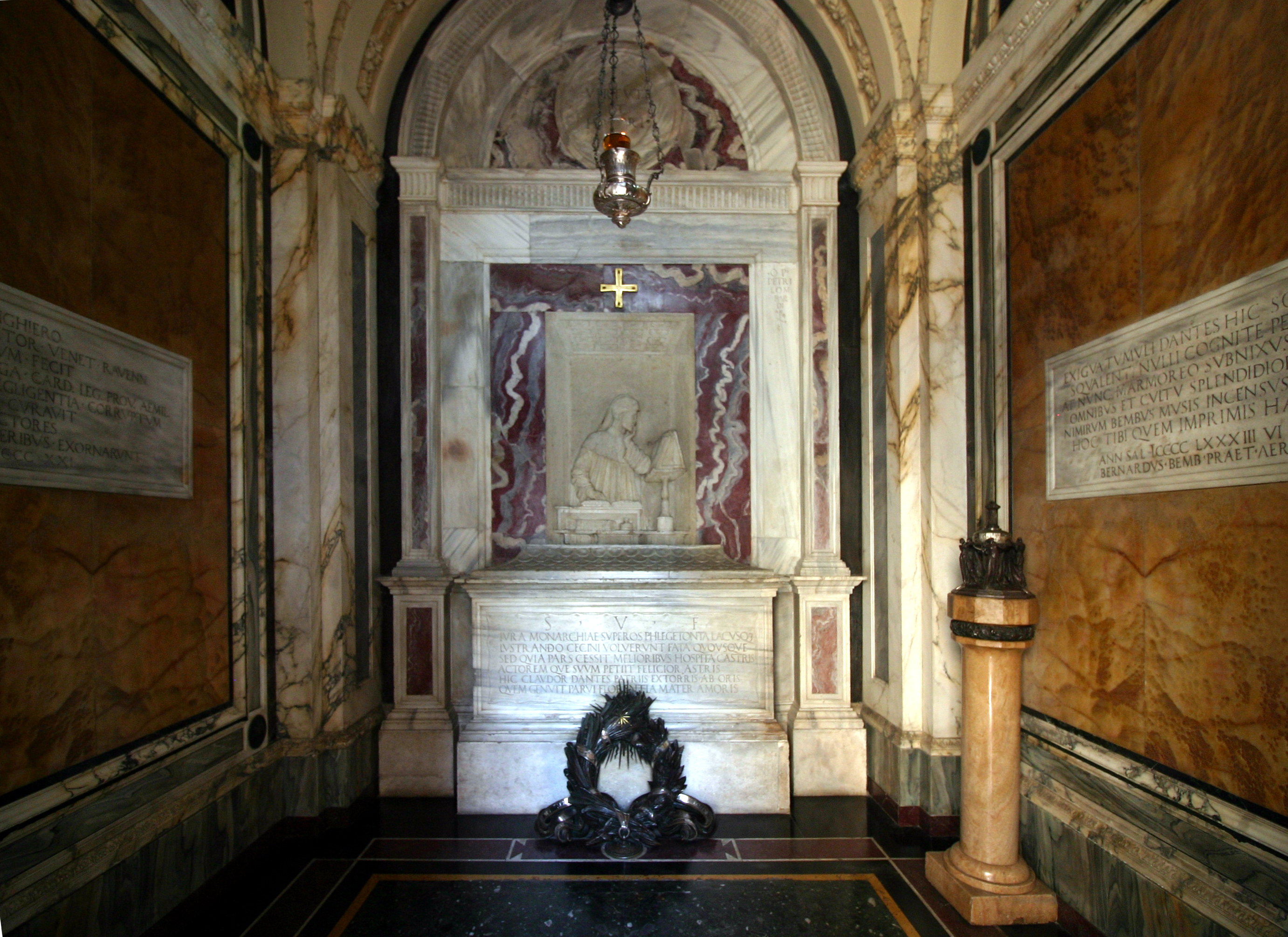
Tumba de Dante Alighieri diseñada por Pietro Lombardo.

Fue Podestà y Capitano del popolo de la ciudad de Ravena; en nombre de la Serenísima en 1483; donde inició la construcción de una tumba destinada a albergar los restos mortales de Dante Alighieri; encomendando la obra al escultor Pietro Lombardo. Por esto fue elogiado en un epigrama de Cristoforo Landino. La última parte de su mandato en Ravena estuvo ocupada por la Guerra de Ferrara, que comenzó en mayo de 1482. Sin embargo, al final de la regencia, Bembo se vio afectado por numerosas quejas presentadas por el ayuntamiento; apelando a Venecia para pedir justicia sobre su trabajo y sobre la violación de los capítulos de dedicación. En particular, la ciudad se quejó de los trabajos forzados solicitados en violación de los privilegios de la ciudadanía en la provisión de obras defensivas y por la violación del asilo eclesiástico tras el arresto y ejecución de un clérigo acusado de asesinato que había buscado refugio en una iglesia. Sin embargo; Bembo recibió el apoyo del Consejo de los Diez, que lo autorizó a arrestar al vicario episcopal de la diócesis para castigarlo por la excomunión que lo había golpeado tras el acto sacrílego.
El 9 de julio de 1483, fue nombrado embajador en Inglaterra.  El 13 de febrero de 1484 fue nombrado embajador en Francia. Había regresado a Venecia a principios de 1485, cuando fue elegido uno de los cuatro embajadores para rendir homenaje al Papa Inocencio VIII. Sirvió en un primer mandato como fiscal público en 1486, cargo en el que fue juzgado por irregularidades fiscales y absuelto por el Consejo de los Diez el 22 de octubre de 1487. Ostentó el cargo otras cinco veces hasta 1513.
Regresó a Roma en noviembre de 1487 como representante de Venecia en el arbitraje papal de la disputa de la República con Segismundo de Austria, que había llevado a la breve Guerra de Rovereto en el Tirol. Todavía estaba en Roma en octubre de 1488, cuando fue elegido podestà de Bérgamo. Sirvió durante dos años, durante los cuales revisó los estatutos municipales.
En octubre de 1492 fue elegido por el Senado miembro de la zonta(una comisión extraordinaria del Senado), cargo en el que se desempeñó ininterrumpidamente durante muchos años. El 1 de octubre de 1496, se unió al Consejo de los Diez. Transmitió al consejo la oferta de Tristano Savorgnan de envenenar a Carlos VIII de Francia , que luego invadía Italia . El Consejo rechazó la propuesta. Su mandato fue interrumpido por su nombramiento como visdomino de Ferrara en julio o agosto de 1497. 
Como visdomino , Bembo informó sobre la hostilidad antiveneciana de Ercole d'Este, duque de Ferrara , pero también envió a Venecia la oferta de Ercole para mediar en el final de la Guerra de Pisa , en la que Venecia se había puesto del lado de Pisa contra Florencia. Ercole emitió su premio, en detrimento de Venecia, el 26 de abril de 1499. Bembo informó al Colegio de Venecia el 21 de julio de 1499. El 15 de noviembre, fue elegido miembro de Dieci Savi . En 1500, se reincorporó al Consejo de los Diez y fue su cabeza en marzo y mayo. Entre agosto y diciembre de 1500, fue gobernador delle entrate . 
El 30 de septiembre de 1501, Bembo fue elector ducal en las elecciones que eligieron a Leonardo Loredan . Desde el 10 de abril de 1502 hasta mediados de 1503 fue podestà de Verona , junto con el cual también actuaría como embajador ante el rey Luis XII de Francia , que estaba invadiendo Italia . Por este motivo estuvo fuera de Verona entre el 15 de junio y el 28 de agosto de 1502, primero en Pavía y desde el 27 de julio en Milán . Describe la entrada triunfal de Luis XII en Milán en una carta a Marino Sanuto el Joven . En Verona, entretuvo a Francesco Gonzaga, marqués de Mantua , y su esposa, Isabella d'Este .
Viudo, se casó por segunda vez con Elena Marcello; con quien engendró a Antonia Bembo, Tomás Bembo, Antonio Bembo, Pietro Bembo y Carlos Bembo. Adicionalmente engendró un hijo natural llamado Bartolomeo. Murió en Venecia el 28 de mayo de 1519. Fue enterrado en la Iglesia de San Salvador el 30 de mayo de ese mismo año.